# Tropa de Inteligencia y Grupos de Respuesta Especial de Seguridad

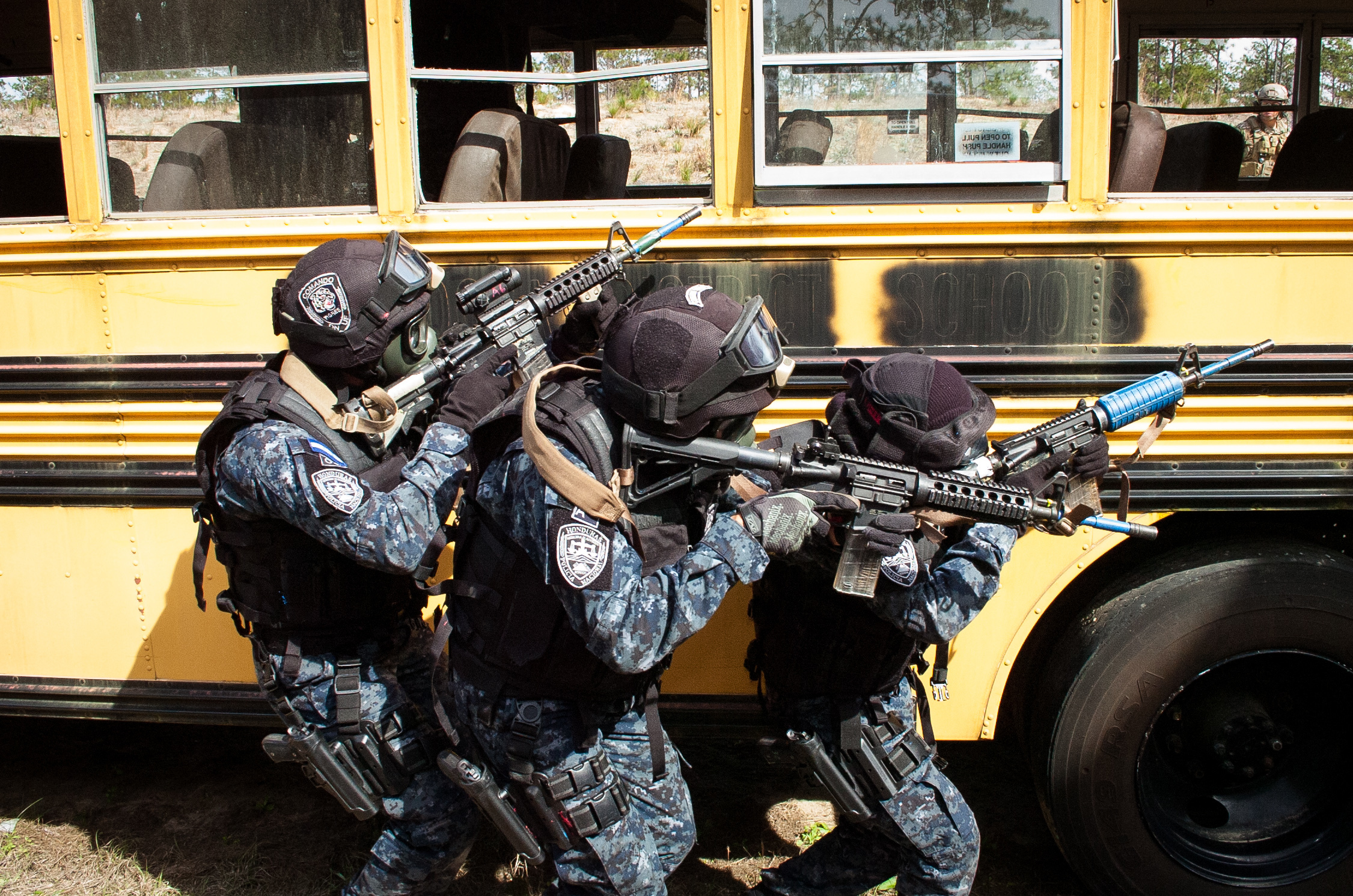
TIGRES-Aspriranten bei der Ausbildung an einem Schulbus auf der Eglin AFB in Florida

Tropa de Inteligencia y Grupos de Respuesta Especial de Seguridad oder kurz TIGRES ist eine Spezialeinheit, welche dem Secretaría de Seguridad de Honduras untersteht und von Germán Palma geleitet wird.
Die Absicht zur Aufstellung der Einheit wurde zum ersten Mal am 26. Juli 2012 im Nationalkongress vorgestellt, und im Mai 2013 wurde die Gründung beschlossen. Es wurde festgelegt, dass die Einheit 400 Mitglieder haben soll und eine Mischung aus Polizei und Militär sein würde. Auch geheimdienstliche Aufgaben soll diese Einheit übernehmen können. Der Hintergrund, diese neue Einheit aufzustellen, war die anhaltende hohe Kriminalität im Land.
Die erste Klasse wurde von der 7th Special Forces Group, der United States Army Special Forces Command (Airborne) und der Comandos Jungla ausgebildet. Die Ausbildung dauerte vom 19. März bis zum 19. Juni 2014 mit der Graduierung der ersten Aspiranten. Die Ausbildung beinhaltete Militärtaktiken für kleinere Einheiten, luftbewegliche Operationen, Close Quarter Combat, Wasserüberlebenstraining, Navigation im Gelände, Waffengebrauch, Kommunikation, Sprengwesen, Sanitätsdienst, Operationsplanung, Führung und Menschenrechte.

## Kritik und Kontroversen
Bereits beim Beschluss im Kongress wurde von Menschenrechtsorganisationen kritisiert, dass der Aufbau dieser Einheit einen Rückschritt in die 1980er Jahre ist, als Todesschwadrone im Land wüteten. Zudem wurde kritisiert, dass man eher die korrupte Polizei reformieren sollte, anstatt neue Einheiten zu bilden. Ein weiterer Grund, der auch erwähnt wurde, ist, dass eigentlich bereits die COBRAS, eine Spezialeinheit der Policía Nacional de Honduras, existiert.
Im Februar 2015 kam heraus, dass während der Verhaftung von Miguel Arnulfo Valle und Luis Alonso Valle von der Valle Organisation, 1,3 Millionen US-Dollar entwendet wurden. Es wurde daraufhin gegen 50 Beamte ermittelt und 21 wurden suspendiert.